# Hajdúdorog
Hajdúdorog je město ve východním Maďarsku v župě Hajdú-Bihar, spadající pod okres Hajdúböszörmény, těsně u hranic župy Szabolcs-Szatmár-Bereg. Nachází se asi 27 km jihozápadně od Nyíregyházy. V roce 2015 zde žilo 8 677 obyvatel. Podle údajů z roku 2011 zde žilo 84,9 % obyvatel maďarské, 3,1 % romské, 0,3 % německé, 0,2 % rumunské a méně než 0,1 % slovenské národnosti.

## Historie
Lokalita byla osídlena od paleolitu, nejstaršími kamennými památkami jsou náhrobky z období římské antiky, Keltů a Sarmatů. Raně středověké obyvatelstvo v 6. století zdecimovali Avaři (roku 567), osadu "starých hajduků" roku 896 osídlili Maďaři. První písemná zmínka o obci je až z roku 1301. Rozkvět řemesel a obchodu nastal po roce 1566, kdy Habsburkové potvrdili založení města. Zvnějšku prosperitu města opakovaně narušovaly vpády a drancování osmanských Turků, protože lokalita měla strategickou polohu na východním okraji monarchie. Na zdejším území od roku 1590 bojoval dvořan císaře Rudolfa II. Juraj VII. Turzo, který se vyznamenal mj. v bitvách o Ostřihom a Székesfehérvár. Vnitřní rozvrat způsobilo v letech 1604 až 1606 protihabsburské povstání Štěpána Bočkaje a jeho vojska složeného převážně z hajduků. Zdejší obyvatelé, potomci hajduků, Bočkaje ctili jako národního hrdinu a v 19. století mu ve městě postavili bronzový jezdecký pomník. Po osvobození Vídně Evženem Savojským byli Turci postupně zatlačování na východ. Ke zřízení radnice došlo již roku 1660.
Obyvatelstvo bylo převážně římskokatolického vyznání, další komunity tvořili příslušníci řeckokatolické církve a Židé. Velkou pohromu znamenala pro obyvatele epidemie cholery v roce 1843. Židovskou čtvrť a komunitu zlikvidovali maďarští nacisté v roce 1944, krátce předtím, než bylo město 16. října roku 1944 osvobozeno Rudou armádou.

## Pamětihodnosti

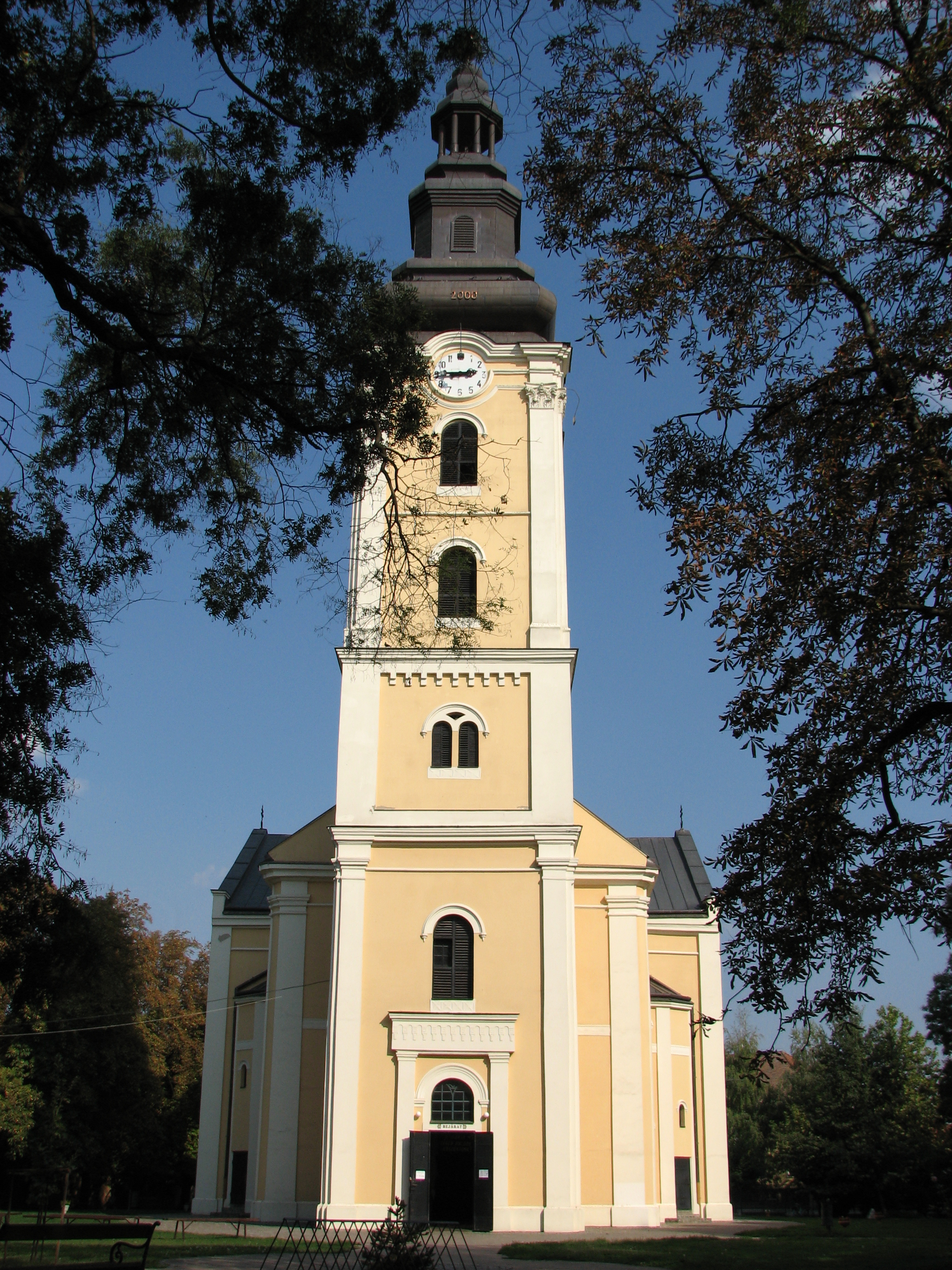
Řeckokatolická katedrála

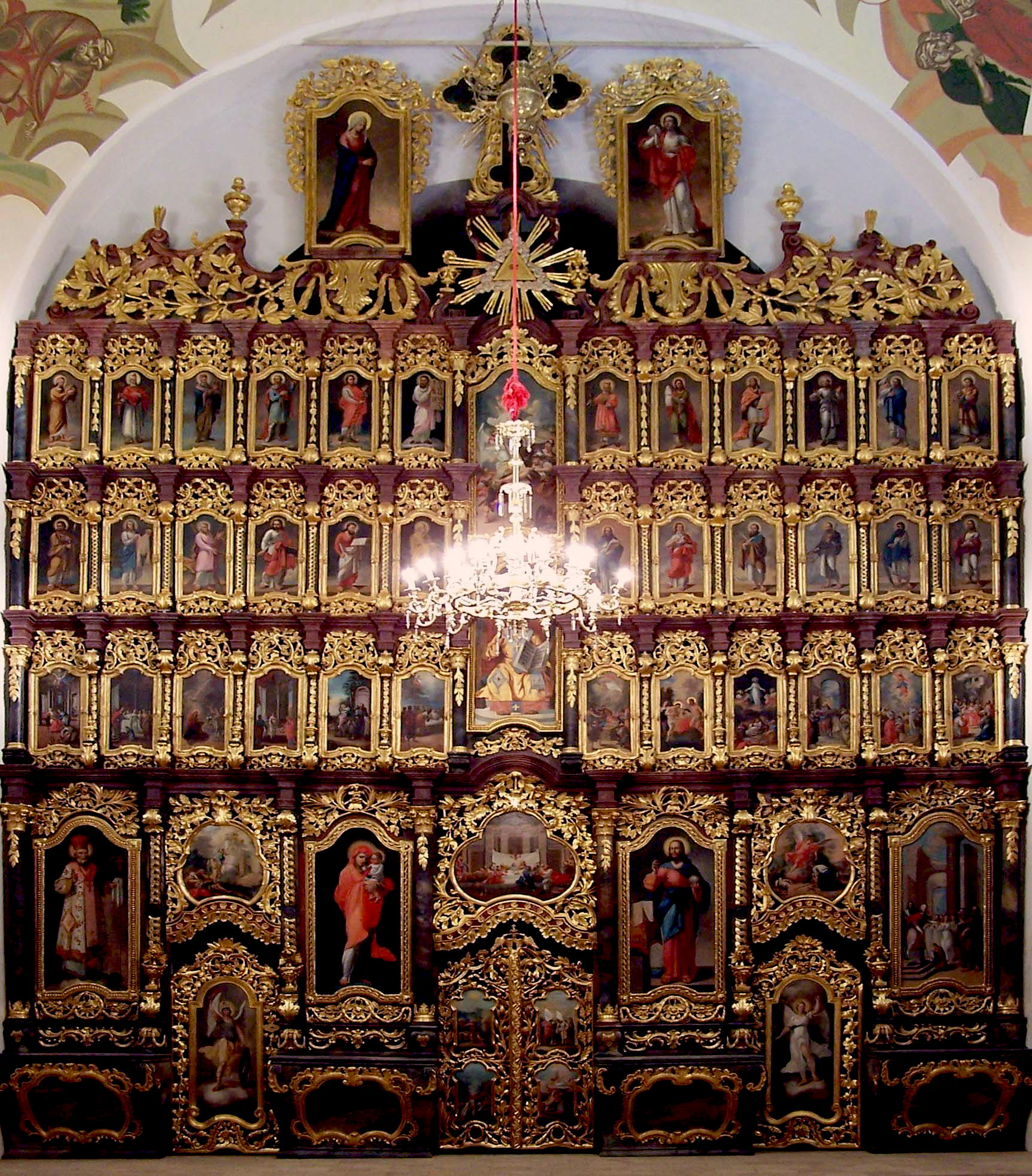
Ikonostas v katedrále

- Radnice – založená roku 1660, přestavěná v 19. století
- Řecko-katolická katedrála – stavba na půdorysu latinského kříže byla založena v první polovině 17. století, kdy byl pořízeny dvě první dosud dochované ikony, chrám byl později poničen požárem a pobořen Turky. Spodní část věže a obvodových stěn jsou barokní z 18. století. Budova byla přestavěna v novobarokním slohu koncem 19. století, z té doby pochází ikonostas a většina vnitřního zařízení. 8. června roku 1912 zde byl ustaven archiepatriarchát, hlavní sídlo řeckokatolické církve v Uhrách s podřízenými eparchiáty v Mukačevu a v Prešově. Celá řeckokatolická uherská církev však zůstala diecézí, podřízenou římskokatolickému metropolitnímu arcibiskupství v Ostřihomi; slavnostního aktu se tehdy zúčastnil císař František Josef I. Oba eparchiáty se v roce 1919 oddělily a připojily se mezi církve samostatného Československa.

V současnosti je její správa archieparchiátem (viz Archieparchie Hajdúdorog). 20. března roku 2015 navštívil katedrálu papež František a povýšil ji na sídlo samostatné arcidiecéze s pobočnými patriarcháty při katedrále sv. Mikuláše v Nyíregyháze a v Miskolci. Archieparcha však sídlí v Nyíregyháze, kde je větší kostel a větší komunita. Církev se nyní nazývá katolická církev byzantské tradice.
- Židovský hřbitov
- Regionální muzeum – má bohaté archeologické, historické a etnografické sbírky. Jeho hlavní expozicí je Archeopark.

## Rodáci
- Elisabeth Vilma Lwoff-Parlaghy (1863–1923 New York) – maďarsko-americká malířka, portrétistka

## Okolí
Nejbližšími městy jsou Hajdúböszörmény, Hajdúhadház, Hajdúnánás a Újfehértó. Poblíže je též obec Kálmánháza.

## Partnerská města
- Lubartów, Polsko
- Miercurea Nirajului, Rumunsko
- Odorheiu Secuiesc, Rumunsko
- Podenzano, Itálie
- Ștei, Rumunsko